# Список мостов Оттавы и Гатино
Ниже приведен список ныне функционирующих мостов в г. Оттава и Гатино.

## Через рекуОттава(Оттава — Гатино)

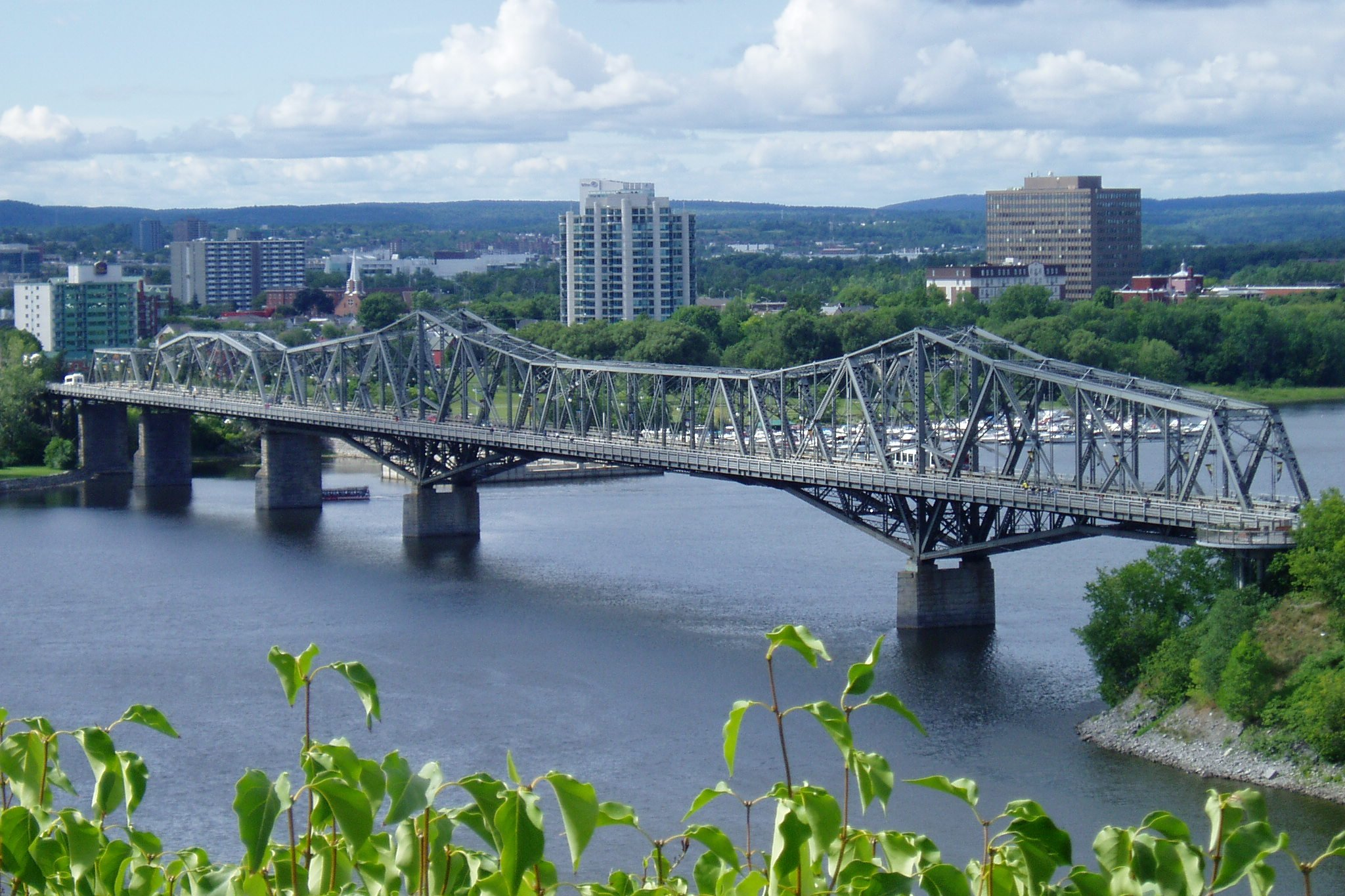
Мост Александры — на заднем плане правительственные небоскрёбы в г. Гатино.

Перечислены с запада на восток. Все указанные мосты соединяют Оттаву с г. Гатино, провинция Квебек.
- Мост Шамплена
- Мост Вождя Уильяма Команды (англ. Chief William Commanda pedestrian bridge), пешеходный (с августа 2023 года) — ранее недействующий железнодорожный Мост Принца Уэльского
- Мост Шодьер
- Мост Портидж
- Мост Александры
- Мост Макдональда — Картье

В начале 2010-х гг. разрабатывался проект сооружения моста в районе Музея авиации; около 2014—2015 гг. проект был закрыт из-за проблем с финансированием (город признал приоритетным сооружение дополнительной линии O-Train) и проблем межпровинциального согласования.

## Оттава

### Черезканал Ридо

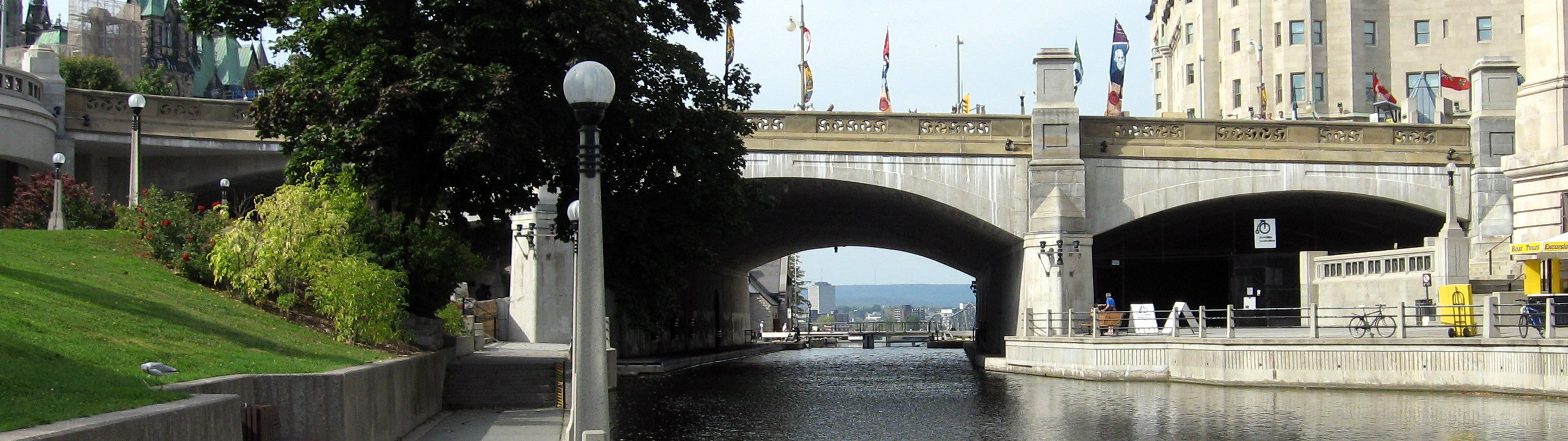
Мост Плаза

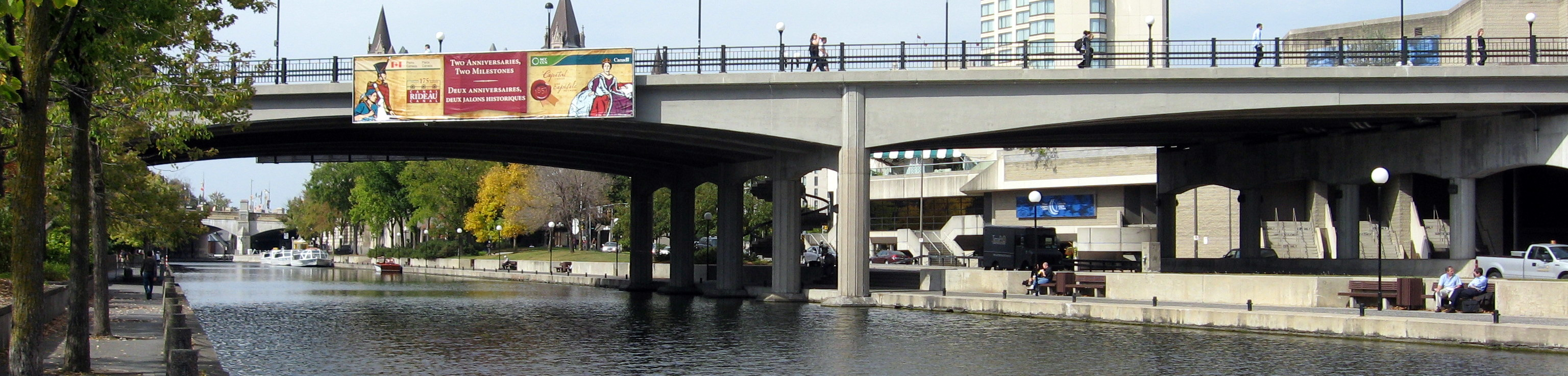
Мост Макензи-Кинг

Мосты, идущие через канал Ридо, перечислены с севера на юг:
- Мост Плаза (соединяет Веллингтон-стрит с Ридо-стрит)
- Мост Макензи-Кинг (соединяет Альберт-стрит и Слейтер-стрит на западе с Уоллер-стрит на востоке)
- Мост Лорье-авеню (часть Лорье-авеню)
- Корктаунский пешеходный мост (часть Сомерсет-стрит)
- Автомагистраль Куинсуэй
- Мост Претории
- Пешеходный мост Флора (открыт в 2019 году, соединяет Клегг-стрит с 5-й авеню)
- Мост Бэнк-стрит
- Мост Бронсона
- Железнодорожный туннель
- Шлюзы Хартвелс (пешеходный)

### Через рекуРидо
Перечислены с севера на юг:
- Сассекс-драйв
- Мост Минто
- Мост Сент-Патрик-стрит
- Мост Каммингс

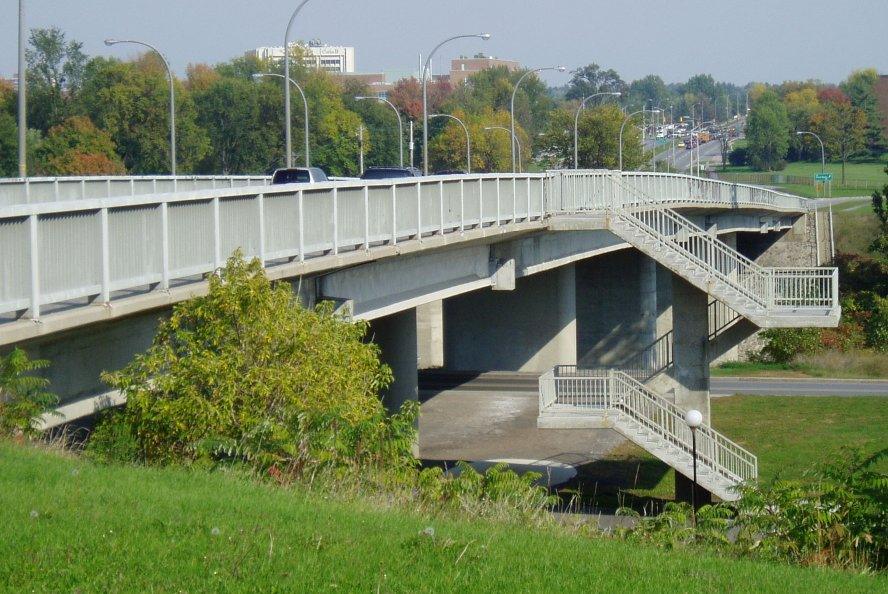
Мост Херон-роуд.

- Пешеходный мост Адауи (Adawe), открыт в декабре 2015 года
- Мост Хёрдмен
- Пешеходный мост параллельно магистрали Квинсуэй
- Мост Джорджа Макилрейта
- Мост Биллингс
- Мост Дж. Данбара
- Мост лёгкого метро (O-Train)
- Мост Херон-роуд
- Хогс-Бэк-роуд
- Железнодорожный мост Северного Онтарио

### Прочие мосты Оттавы
- Мост Сомерсет-стрит (является частью улицы, проходит над путями Оттавского лёгкого метро)

## Гатино

### Через реку Гатино
С севера на юг:
- Авеню дю-Пон
- Железнодорожный мост (закрыт)
- Мост де-Дравёр
- Мост Леди-Абердин

### Сектор Халл
Парк Озера Лими:
- Бульвар Фурнье
- Ряд пешеходных дорожек

Ручей Брасри (с севера на юг):
- Бульвар Монклер
- Бульвар дез-Аллюметтьер
- Мост Монкальм (также известен как «Мост Эйфелевой башни»)
- Пешеходный мостик у Театра Острова
- Бульвар Александр-Таше

### Сектор Гатино
Через реку Бланш (с севера на юг):
- Шоссе 50
- Бульвар Сен-Рене-Эст
- Бульвар Малоне-Эст

### Сектор Бакингхэм
Через реку Льевр:
- улица Макларен

### Сектор Массон-Анже
Через реку Льевр (с севера на юг):
- Шоссе 50
- Западная Монреальская дорога